# Ян ван Ос
Ян ван Ос (нід. Jan van Os; 1744, Мідделгарніс — 1808, Гаага) — голландський живописець 18 століття, майстер натюрмортів.

## Життєпис
В ранньому віці перебрався в місто Гаага, де навчався під керівництвом Арта Шумана (Aart Schouman). Починав як пейзажист, спочатку малював оригінальні морські пейзажі, надихаючись роботами Яна ван де Каппелле і Віллема ван де Вельде. Пізніше зацікавився натюрмортами, завдяки яким отримав всесвітнє визнання. Його роботи вирізняються чутливістю та використанням багатих світлових ефектів. Вони виставлялися у лондонському Королівському товаристві мистецтв, а також у Німеччині і Франції. У своїх роботах часто використовував екзотичні елементи, наприклад ананас, піраміди з фруктів і квітів на мармурових плитах. Композицію доповнювали мушлі та птахи, живі або мертві. На задньому плані можна побачити м'які контури пейзажів, стародавні руїни і скульптури.

## Родина

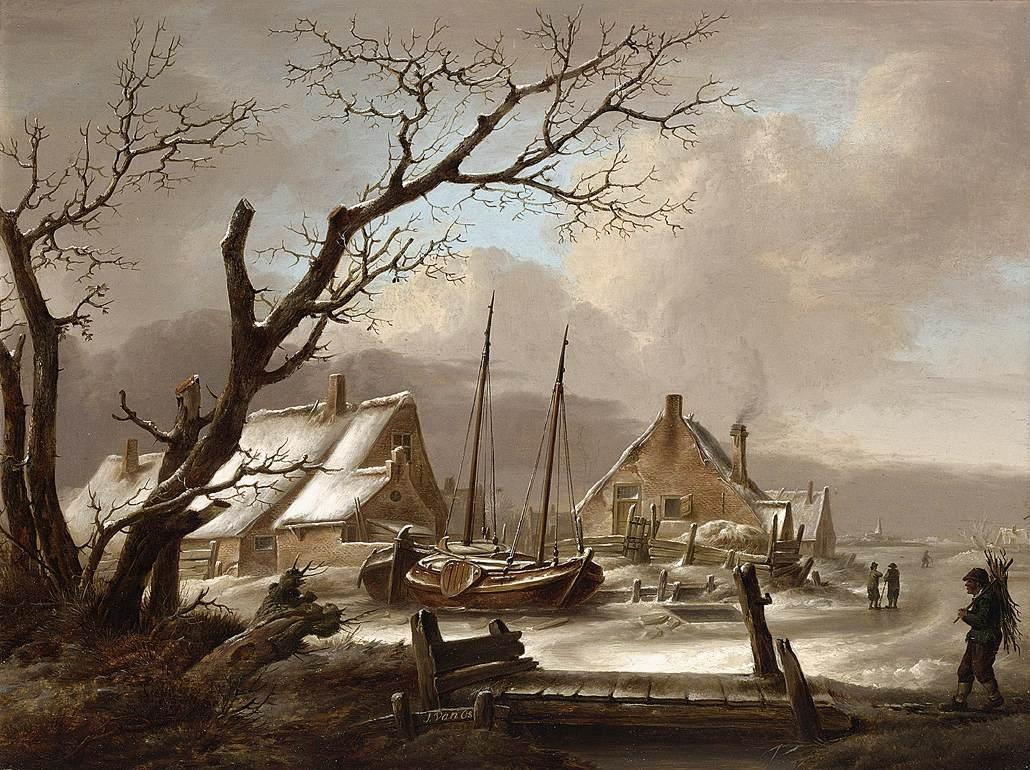
«Зимовий пейзаж»

У 1775 році Ян ван Ос одружився з глухонімою Сузанною де ла Круа, донькою французького художника-портретиста П'єра Фредеріка де ла Круа (1709—1982), також глухонімого. Їх двоє синів, Пітер Герардус (1776—1839) і Георг (1782—1861), дочка Марія Маргарита (1780—1862) і внук Пітер Фредерік ван Ос (1808—1892) також були художниками.

## Галерея творів

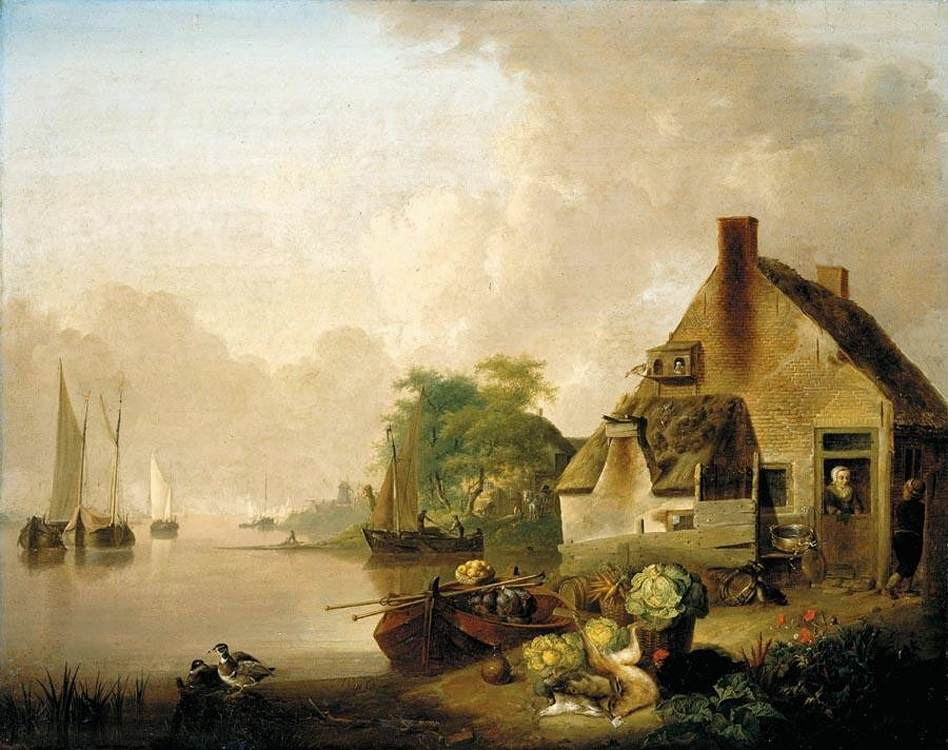
«Пейзаж з річкою»
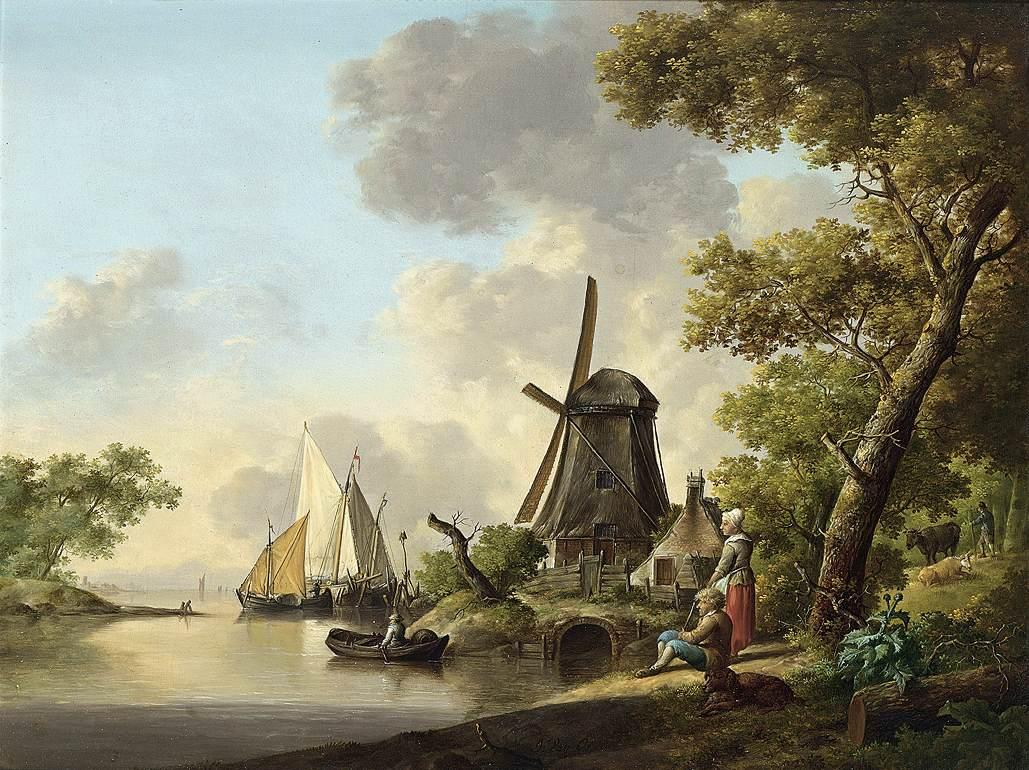
«Пейзаж з вітряком влітку»
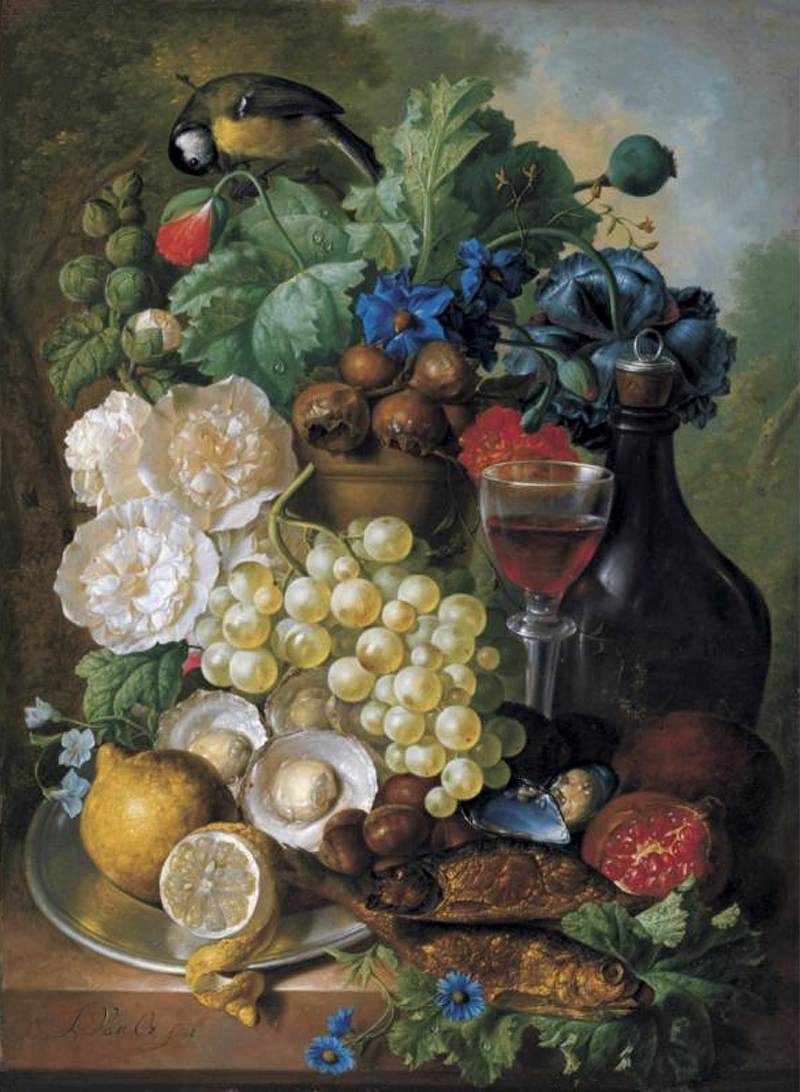
«Натюрморт з рибами, білими маками і фруктами»
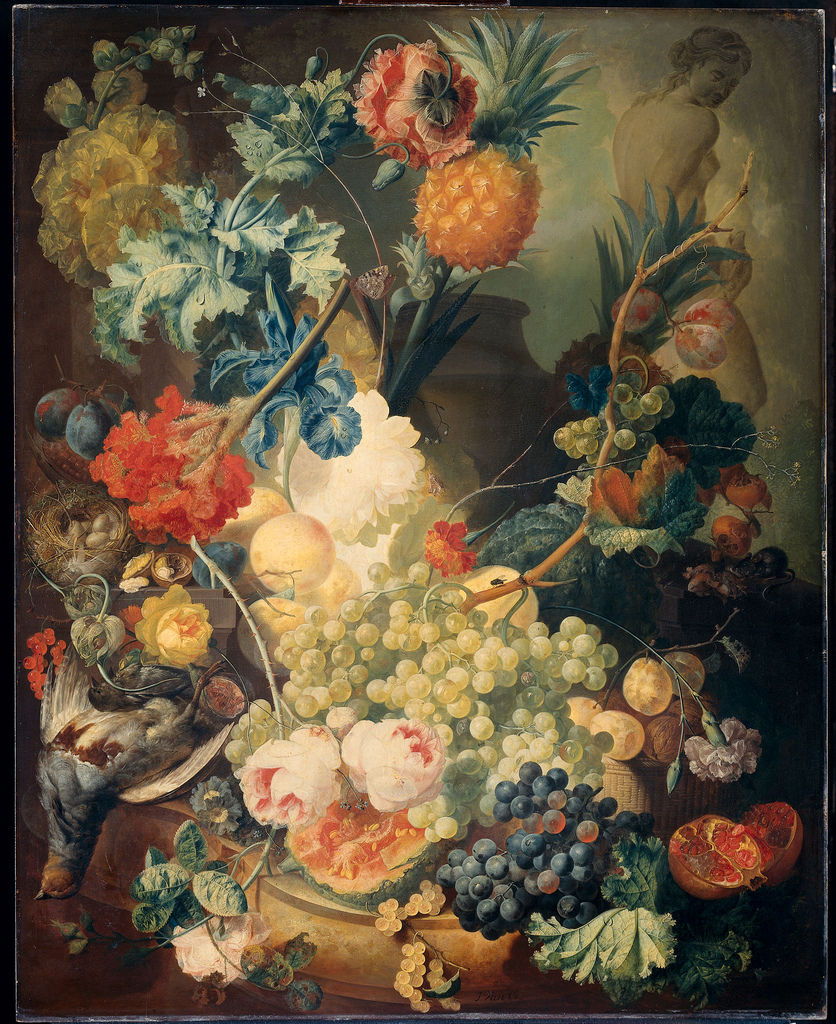
«Натюрморт з квітами, фруктами і античною скульптурою на тлі».